# داريو فيرون
داريو أناستاسيو فيرون مالدونادو (بالإسبانية: Darío Anastacio Verón Maldonado) (مواليد 26 يوليو 1979 في سان إغناسيو) لاعب كرة قدم باراغواياني يلعب حاليا لصالح نادي يونيفيرسيداد ناسيونال المكسيكي .

## روابط خارجية
- داريو فيرون على موقع الاتحاد الدولي (مؤرشف)  (الإنجليزية)
- داريو فيرون على موقع قاعدة بيانات كرة القدم.إي يو (الإنجليزية)
- داريو فيرون على موقع ناشيونال فوتبول تيمز (الإنجليزية)
- داريو فيرون على موقع Soccerway.com (الإنجليزية)
- داريو فيرون على موقع عالم كرة القدم.نت (الإنجليزية)
- داريو فيرون على موقع كووورة
- داريو فيرون على موقع AS.com (الإسبانية)